# Miljenko Jerić
Miljenko Jerić (1. srpnja 1946. Božava, Dugi otok) hrvatski je književnik i putopisac. 
Tijekom studija u Zagrebu počeo je pisati za novine i časopise te raditi na tadašnjoj Televiziji Zagreb, današnjem HRT-u. Tijekom 90-tih godina s grupom suradnika objavljuje prvi privatni časopis u Hrvatskoj: Top sa Griča koji je u svakom broju donosio crtice iz života ratom zahvaćene zemlje. 
Vječno zaokupljen rodnim otokom, marljivo skuplja građu o povijesti i narodnim običajima ovog dijela Dalmacije. Godine 1986. objavljuje knjigu Dugi Otok i njemu susjedni otoci u vremenu i prostoru. U knjizi na zanimljiv i poučan način opisuje mjesta i kulturu svih otoka zadarskog arhipelaga. U pripremi je i 4. prošireno izdanje iste knjige. 